# Anne-Marie Sandler
Anne-Marie Sandler (Ginebra, diciembre de 1925- Londres, 25 de julio de 2018) fue una psicoanalista de adultos, adolescentes y niños; miembro distinguida de la Sociedad Británica de Psicoanálisis, clínica, pensadora e investigadora dinámica y moderna. Fue presidenta de la Sociedad Británica de Psicoanálisis (1990-1993), Directora del Instituto Anna Freud (1993-1996), Presidenta de la Federación Psicoanalítica Europea (EPF) (1983-1987) y Vicepresidenta de la Asociación Psicoanalítica Internacional (1993-1997).

## Trayectoria profesional
Durante su larga vida, trabajó en Suiza con Jean Piaget, dirigiendo un trabajo de investigación sobre desarrollo infantil para la Unesco. Se convirtió en analista de niños en 1954 con un entrenamiento en la Clínica Hampstead, desarrollando un proyecto de Anna Freud. Dirigió una investigación con niños ciegos de nacimiento, en su desarrollo psicológico y su relación con la madre.
Anne-Marie tenía una capacidad única para establecer puentes entre las personas y las tradiciones, y ha sido una maestra y supervisora influyente dentro de la Sociedad Británica de Psicoanálisis.
En colaboración con Joseph Sandler, ha producido una cantidad de escritos creativos que han revolucionado una parte significativa del movimiento psicoanalítico y han implementado una verdadera "revolución silenciosa" para usar la expresión de Fonagy. Un claro ejemplo es el trabajo en "Three box model" donde reconsideran la relación entre el modelo estructural y el modelo topográfico. Un concepto clave de Sandler, que es bastante ejemplar de su concepción clínica, es el de la capacidad de respuesta. Con este término describen la respuesta del analista a la presión ejercida sobre él o ella por el analizando, para recrear en el entorno una relación con el objeto idéntica a la inconscientemente deseada y fantaseada.
"Beyond Eight-Month Anxiety" (1977) se ha convertido en un trabajo clásico. Anne-Marie presenta material clínico de un caso psicoanalítico de adultos para demostrar una sorprendente correspondencia entre un modo de funcionamiento adulto y la "ansiedad extraña" del niño.
"Internal Objects Revisited" es un testimonio de la creatividad de la colaboración de los Sandlers
Anne-Marie hizo hincapié en el monitoreo sensible de la transferencia y la contratransferencia con el fin de evaluar el nivel en que sus pacientes estaban funcionando. Su profunda comprensión de la naturaleza humana y del "niño dentro" de su paciente se expresó en su forma de practicar el psicoanálisis: enfatizó el papel que juegan los sentimientos de bienestar en la regulación del funcionamiento mental.

## Premios
Entre otros premios obtenidos, en 1998, fue galardonada con el Premio Sigourney Award.

## Obra

### Algunas publicaciones

#### Libros
- Sandler, A. (1963). Aspectos de pasividad y desarrollo de ego en el niño ciego. Psicoanal. St. Child, 18: 343-360.[11]
- Sandler, A. (1977). Más allá de la ansiedad de ocho meses. En Int. J. Psycho-Anal., 58: 195-207.[7]

- Sandler, A.-M. 1983 El psicoanalista en el trabajo: una perspectiva europea Una presentación inédita para el Congreso de la IPA, Madrid, julio de 1983.[3]

- Sandler, A. (1996). El legado psicoanalítico de Anna Freud. Psicoanal. St. Child, 51: 270-284.[12]

- Sandler, J., Sandler, A. (1983). La 'Segunda Censura', el 'Modelo de Tres Cajas' y Algunas Implicaciones Técnicas. En Int. J. Psycho-Anal., 64: 413-425.[13]

- Sandler, J., Sandler, A. (1984). El pasado inconsciente, el presente inconsciente y la interpretación de la transferencia. Psicoanal. Inq., 4: 367-399.[14]

- Sandler, J., Sandler, A. (1987). El pasado inconsciente, el presente inconsciente y las vicisitudes de la culpa. En Intt. J. Psycho-Anal., 68: 331-341.[15]

- Sandler, J., Sandler, A. (1994). Comentarios sobre la conceptualización de los hechos clínicos en el psicoanálisis. En Int. J. Psycho-Anal., 75: 995-1010.[14]

- Sandler, J., Sandler, A. (1994a). La fantasía y sus transformaciones: una visión freudiana contemporánea. En Int. J. Psycho-Anal., 75: 387-394.[16]

- Sandler, J., Sandler, A. (1994b). El pasado inconsciente y el presente inconsciente: una contribución a un marco de referencia técnico. Psicoanal. St. Child, 49: 278-292[17]

#### Entrevistas
- "Meeting Anne-Marie Sandler". Trailer for 'Meeting Anne Marie Sandler' from the series 'Encounters through Generations',The Institute of Psychoanalysis, 2013.[18]